# Bernardov
Obec Bernardov (německy Bernardsdorf) se nachází v okrese Kutná Hora, kraj Středočeský, zhruba 12 km severovýchodně od Kutné Hory. Žije zde 169 obyvatel.

## Historie
První písemná zmínka o obci pochází z roku 1700, založena ale byla pravděpodobně o několik let dříve. Pojmenována byla po zakladateli hraběti Bernardu Františku Věžníkovi, majiteli novodvorského panství.
Od 1. ledna 1980 do 23. listopadu 1990 byla vesnice součástí obce Svatý Mikuláš a od 24. listopadu 1990 se stala samostatnou obcí.
Znak a vlajka byly obci uděleny rozhodnutím předsedy Poslanecké sněmovny Parlamentu České republiky dne 7. října 2003.

### Územněsprávní začlenění
Dějiny územněsprávního začleňování zahrnují období od roku 1850 do současnosti. V chronologickém přehledu je uvedena územně administrativní příslušnost obce (osady) v roce, kdy ke změně došlo:
- 1850 země česká, kraj Pardubice, politický i soudní okres Kutná Hora[7]
- 1855 země česká, kraj Čáslav, soudní okres Kutná Hora
- 1868 země česká, politický i soudní okres Kutná Hora
- 1939 země česká, Oberlandrat Kolín, politický i soudní okres Kutná Hora[8]
- 1942 země česká, Oberlandrat Praha, politický i soudní okres Kutná Hora[9]
- 1945 země česká, správní i soudní okres Kutná Hora[10]
- 1949 Pardubický kraj, okres Přelouč[11]
- 1960 Středočeský kraj, okres Kutná Hora
- 2003 Středočeský kraj, obec s rozšířenou působností Kutná Hora

## Obyvatelstvo
| Rok            | 1869 | 1880 | 1890 | 1900 | 1910 | 1921 | 1930 | 1950 | 1961 | 1970 | 1980 | 1991 | 2001 | 2011 | 2021 |
| -------------- | ---- | ---- | ---- | ---- | ---- | ---- | ---- | ---- | ---- | ---- | ---- | ---- | ---- | ---- | ---- |
| Počet obyvatel | 281  | 338  | 306  | 268  | 295  | 272  | 260  | 223  | 247  | 252  | 215  | 201  | 176  | 180  | 169  |
| Počet domů     | 40   | 49   | 50   | 53   | 51   | 52   | 62   | 65   | 70   | 71   | 69   | 75   | 83   | 83   | 84   |

## Obecní správa a politika
V letech 2010–2014 byl starostou Jaroslav Váša, v letech 2014–2019 funkci vykonával Lubomír Koudelka.

## Doprava
Dopravní síť
- Pozemní komunikace – Obcí prochází silnice I/2 Praha - Kutná Hora - Bernardov - Přelouč - Pardubice.

- Železnice – Železniční trať ani stanice na území obce nejsou.

Veřejná doprava 2011
- Autobusová doprava – V obci měly zastávky autobusové linky Kolín-Starý Kolín-Bernardov (v pracovních dnech 4 spoje) (dopravce Okresní autobusová doprava Kolín, s. r. o.), Kutná Hora-Semtěš (v pracovních dnech 4 spoje) a Čáslav-Bernardov-Chvaletice (v pracovních dnech 3 spoje) (dopravce Veolia Transport Východní Čechy, a. s.). O víkendu byla obec bez dopravní obsluhy.